# أدريلسون
أدريلسون شاوان ليما سيلفا (بالبرتغالية: Adryelson Shawann Lima Silva‏) (مواليد 23 مارس 1998) هو لاعب كرة قدم برازيلي جده من أصل سوري ، يجيد اللعب في مركز الدفاع ، و لعب سابقاً لنادي الوصل الإماراتي.

## روابط خارجية
أدريلسون على موقع قاعدة بيانات كرة القدم.إي يو (الإنجليزية)
- أدريلسون على موقع ليكيب (الفرنسية)
- أدريلسون على موقع Soccerway.com (الإنجليزية)